# Villenkolonie Lichterfelde

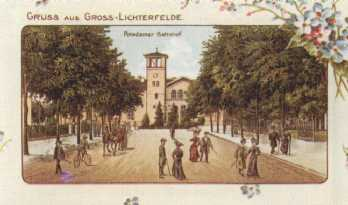
Historische Ansicht des Bahnhofs Lichterfelde (Potsdamer Bahn)

Die Villenkolonie Lichterfelde, auch als Carstenn’sche Villenkolonie bezeichnet, im Berliner Ortsteil Lichterfelde gelegen (seit 1920 zu Groß-Berlin, Bezirk Steglitz, seit 2001 zum Bezirk Steglitz-Zehlendorf gehörend), wurde ab 1865 als eine der ersten Villenkolonien im Deutschen Reich geplant und gehört zu den ältesten Villenvierteln Berlins.

## Entwicklung
Der Hamburger Unternehmer Johann Anton Wilhelm von Carstenn hatte auf Reisen durch Großbritannien dort die am Rand der Städte liegenden Villenviertel kennengelernt und beschlossen, auch in Deutschland solche Stadtviertel mit Villen für repräsentatives Wohnen im Grünen anzulegen. Nach den Vorstellungen Carstenns sollten diese Siedlungen ein architektonisch geschlossenes Ganzes bilden und ihren Bewohnern mit einem eigenen kleinen Geschäftszentrum die Verwirklichung eines gehobenen Lebensstils ermöglichen. Nach der erfolgreichen Gründung der Villenkolonie Marienthal bei Wandsbek wollte Carstenn auch im Südwesten der expandierenden Reichshauptstadt Berlin Villenkolonien anlegen. Bei seiner Suche nach geeignetem Grund für die Anlage von in Grün- und Wasserflächen eingebetteten Wohngebieten fiel seine Wahl auf die hochverschuldeten Rittergüter Lichterfelde und Giesensdorf und auf das Rittergut Wilmersdorf bei Berlin, die er im Jahr 1865 mit dem Gewinn aus Wandsbek erwarb.
Für die Umsetzung seiner Idee entwickelte Carstenn ein neues Konzept: Sein Unternehmen erschloss das Gebiet durch Straßen- und Bahnanlagen, die eine regelmäßige Anordnung von Straßen und Plätzen in Form einer städtebaulichen Figur vorsahen (siehe: Carstenn-Figur). Die Nachfrage nach den parzellierten Grundstücken war, geschürt durch vielfältige Werbemaßnahmen, anfänglich sehr groß, bald aber geriet das Projekt in den Strudel des Gründerkrachs und stagnierte. Um die Attraktivität der neuen Kolonie zu steigern, hatte Carstenn dem preußischen Staat für den Neubau der Hauptkadettenanstalt ein Grundstück an der heutigen Finckensteinallee überlassen und auch bedeutende Mittel für den Bau der Kadettenanstalt zur Verfügung gestellt. Mit dem Bau der Kaserne des preußischen Gardeschützenbataillons (Gardeschützenkaserne, am heutigen Gardeschützenweg) hoffte Carstenn darüber hinaus, Ansiedler aus dem preußischen Offizierkorps und der höheren Beamtenschaft zu gewinnen. Im Jahr 1898 wurde der Neubau des Rother-Stifts eingeweiht, das auf königliche Verordnung 1842 in Berlin ins Leben gerufen worden war. Das Rother-Stift sicherte Töchtern von Offizieren und Beamten im Alter Unterkunft.
Eines der ersten Häuser war die Villa von Friedrich Drake in der Mühlen-, der heutigen Karwendelstraße, der bald Häuser um den Marienplatz in der Nähe des 1868 eröffneten Bahnhofs Lichterfelde an der Anhalter Bahn, der Bahnstrecke Berlin–Halle, folgten. Bemerkenswert war, dass die junge Gemeinde als erstes öffentliche Gebäude eine Schule, das spätere Schiller-Gymnasium von 1884, errichten wollte. Die Kreisverwaltung Teltow zeigte völliges Unverständnis, jedoch setzte sich Lichterfelde wegen einiger eingesetzter privater Mittel durch. Das repräsentative Rathaus Lichterfelde wurde von 1892 bis 1894 erbaut, um der gewachsenen Einwohnerzahl gerecht zu werden.

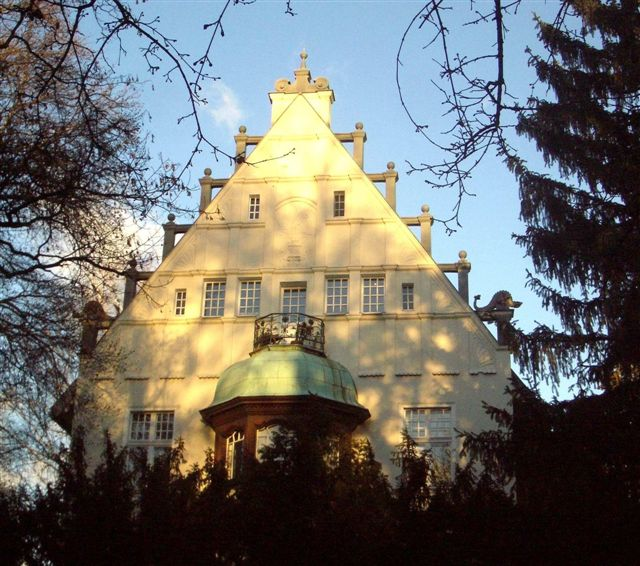
Villa in der Potsdamer Straße

Bis um 1900 entstand in mehreren Bauphasen ein Stadtteil, der in seiner Mischung aus vielfältigen Baustilen, Alleen, kleinen Plätzen und großen Gärten den Repräsentationsansprüchen des gründerzeitlichen Bürgertums und seiner Sehnsucht nach Idylle gleichermaßen entsprach. 

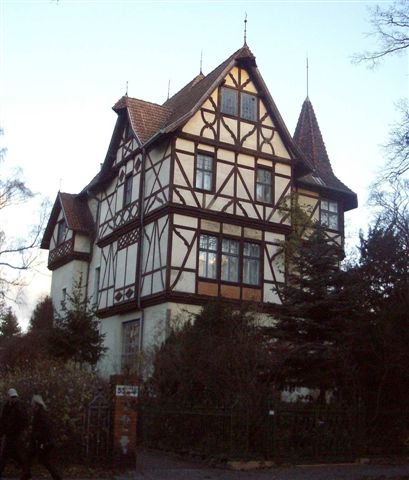
Villa am Kadettenweg

Gesamtheitlich entsprechen die Villen in Berlin-Lichterfelde dem wilhelminischen Geschmack an historistischer Architektur. In Anlehnung an die märkische Tradition der Region dominieren neogotische Elemente sowie Gebäude, die sich an Fachwerkhäusern orientieren. Manche Villen sind jedoch auch der Neo-Renaissance oder dem etwas moderneren Jugendstil zuzuordnen. Bei einigen Gebäuden werden zudem Stilelemente verschiedener historischer Epochen eklektizistisch vereint und kombiniert. Typisch für den Aufbau einiger Villen in Lichterfelde sind das Hochparterre (die Beletage), das Kutscherhaus im Hof oder Garten sowie die mit Türmchen versehenen Villen an allen wichtigen Plätzen oder Kreuzungen. Bekannt sind auch die vom Architekten Gustav Lilienthal, dem Bruder des Flugpioniers Otto Lilienthal, entworfenen „Burgen-Villen“, die nach dem Vorbild damaliger englischer Landhäuser im Neu-Tudorstil mit neogotischen Elementen entstanden sind. Gustav Lilienthal wohnte im Tietzenweg 51 (vormals: Dahlemer Straße 22), später bis zu seinem Tod in der Marthastraße 5. Otto Lilienthals Haus in der Boothstraße 17 ist nicht erhalten.

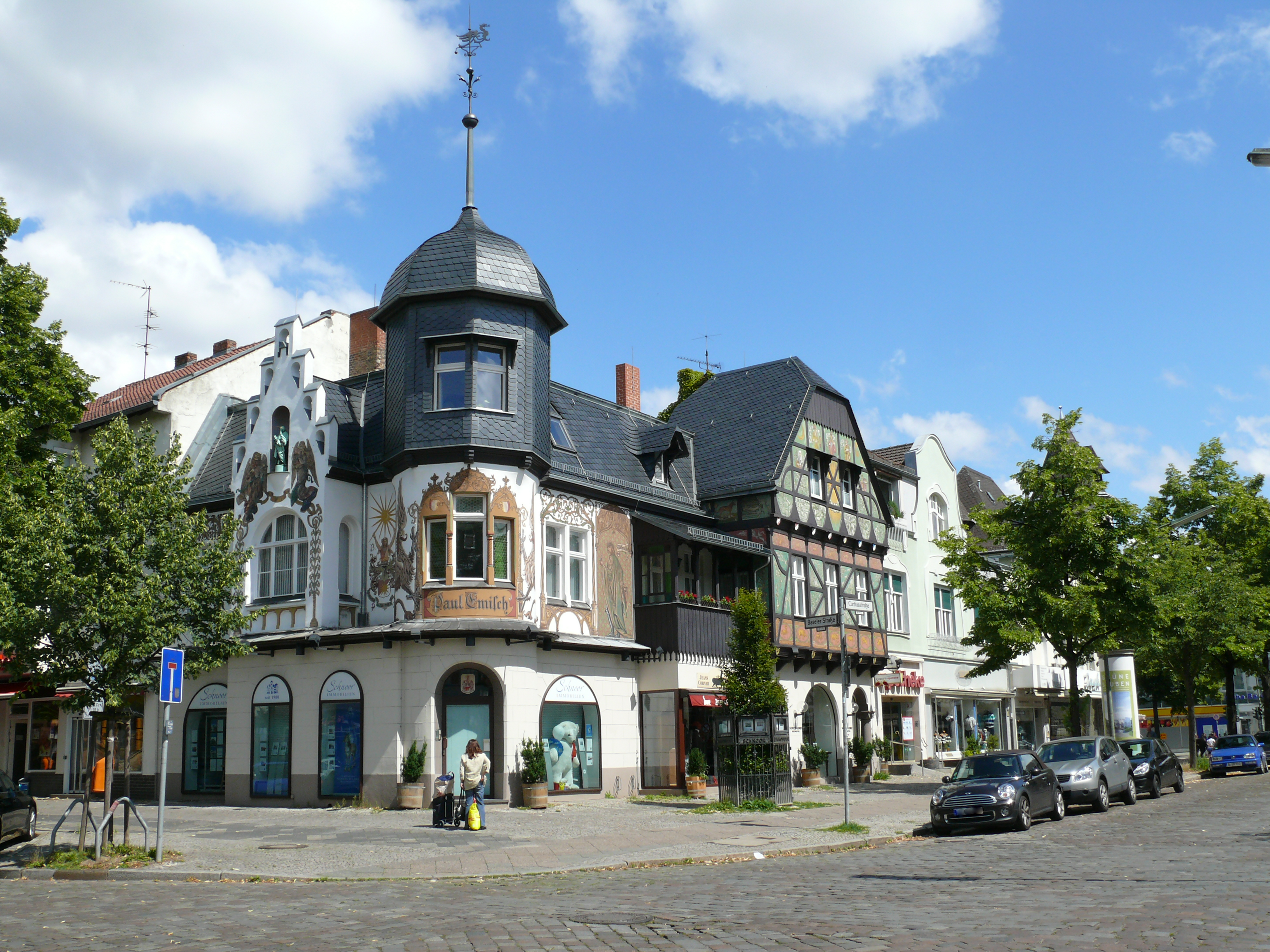
Emisch-Haus am Westbazaar, Architekt Wilhelm Sander, 1892–1895

Um die Drakestraße und den heutigen S-Bahnhof Lichterfelde West sah Carstenn das Einkaufsviertel vor, die Drakestraße selbst wurde im Zuge der Begeisterung für alles Exotische aus den jungen Überseekolonien mit eigens importierten tropischen und subtropischen Bäumen und Sträuchern bepflanzt, die allerdings dem Klima in Berlin nicht lange standhielten. Carstenn pries seine Kolonie in seinen Werbebroschüren als einen „der schönsten Villenorte im Deutschen Reich“. Die Lichterfelder Kolonien wurden Vorbild für weitere Anlagen im kaiserlichen Deutschland.
Spätestens mit der Weltwirtschaftskrise Ende der 1920er Jahre wurde für viele der Eigentümer der aufwendige Unterhalt der Villen, der umfangreiches Personal erforderte, zusehends schwerer zu finanzieren. Da sich die Kolonie wegen der Nähe zur Kadettenanstalt zu einer bevorzugten Wohnlage des adligen preußischen Offizierskorps’ entwickelt hatte, trafen sie die Verluste des Ersten Weltkriegs sowie die Auflösung der Kadettenanstalt besonders hart, und sie  wurde bekannt für ihre wohlhabenden Kriegswitwen („Witwenfelde“). Ein sichtbarer Bevölkerungswandel trat aber erst nach dem Zweiten Weltkrieg ein. Häufig wurden für die veränderten Ansprüche zu große Villen in Wohnungen aufgeteilt, durch den Krieg gerissene Baulücken wurden, um der Wohnungsnot der Nachkriegsjahre zu begegnen, teilweise mit Mietshäusern gefüllt. In den 1970er und 1980er Jahren kämpfte die Bürgerinitiative „Schwarze Rose“ erfolgreich für die Verstärkung des Denkmalschutzes in dem Viertel, um der fortschreitenden Bodenspekulation Einhalt zu bieten.
Der geschlossene Charakter der Kolonie als Villen- und Gartenstadt ist bis heute erhalten. Auch die alten Pflasterstraßen, der alte Baumbestand und die Gasbeleuchtung, die in den 1920er Jahren modernisiert wurde, sind überwiegend noch intakt. Die hohen Gründerzeithäuser und vergleichsweise engen baumbestandenen Alleen vermitteln bis heute eine für das 19. Jahrhundert typische urbane Gartenstadtatmosphäre, die sich deutlich unterscheidet von dörflich geprägten Villensiedlungen des frühen 20. Jahrhunderts. Auch das historische Einkaufsviertel um den Bahnhof Lichterfelde West ist renoviert und gilt als architektonisches und städtebauliches Kleinod. Bis zum heutigen Tage nicht wiederhergestellt sind dagegen einige der ursprünglichen Platzgestaltungen mit Brunnen, Blumenbeeten und Bänken, die das Viertel prägten.
Seit dem Fall der Berliner Mauer erlebt die ehemalige Villenkolonie Lichterfelde eine ausgesprochen rege Restaurierungstätigkeit, viele Villen wurden saniert und werden wieder ihrer traditionellen Bestimmung entsprechend genutzt. Das Viertel erfreut sich großer Beliebtheit bei Diplomaten, die die Lichterfelder Villen für ihre Repräsentationszwecke schätzen und die seit dem Mauerfall wiederhergestellte rasche Anbindung nach Mitte und in das Regierungsviertel nutzen.

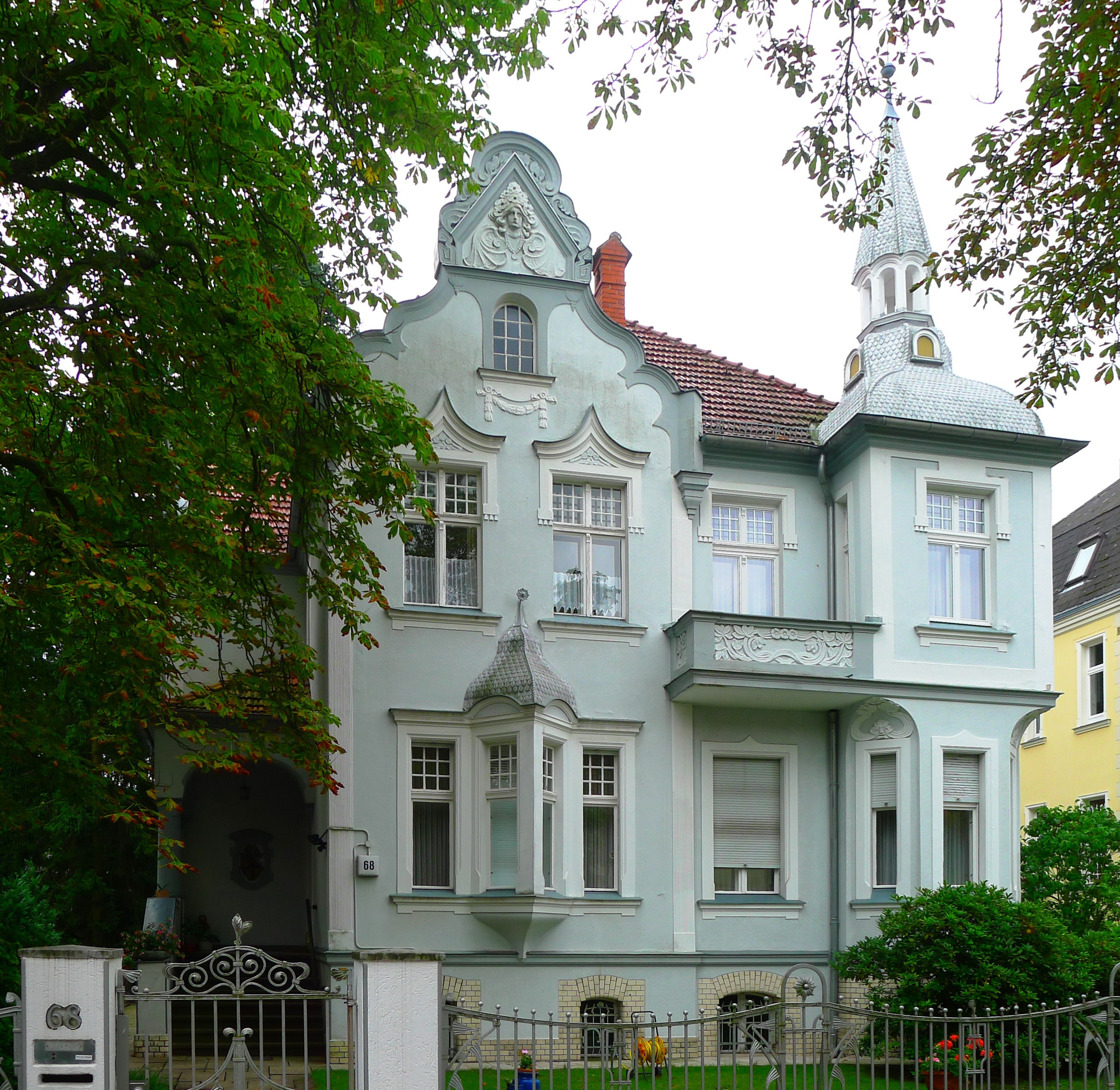
Villa im Jugendstil
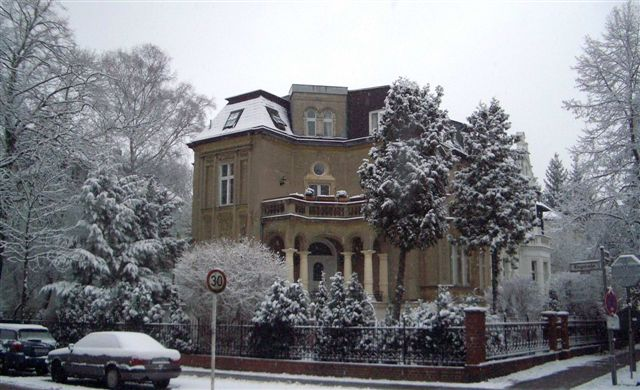
Villa am Karlplatz / Kadettenweg
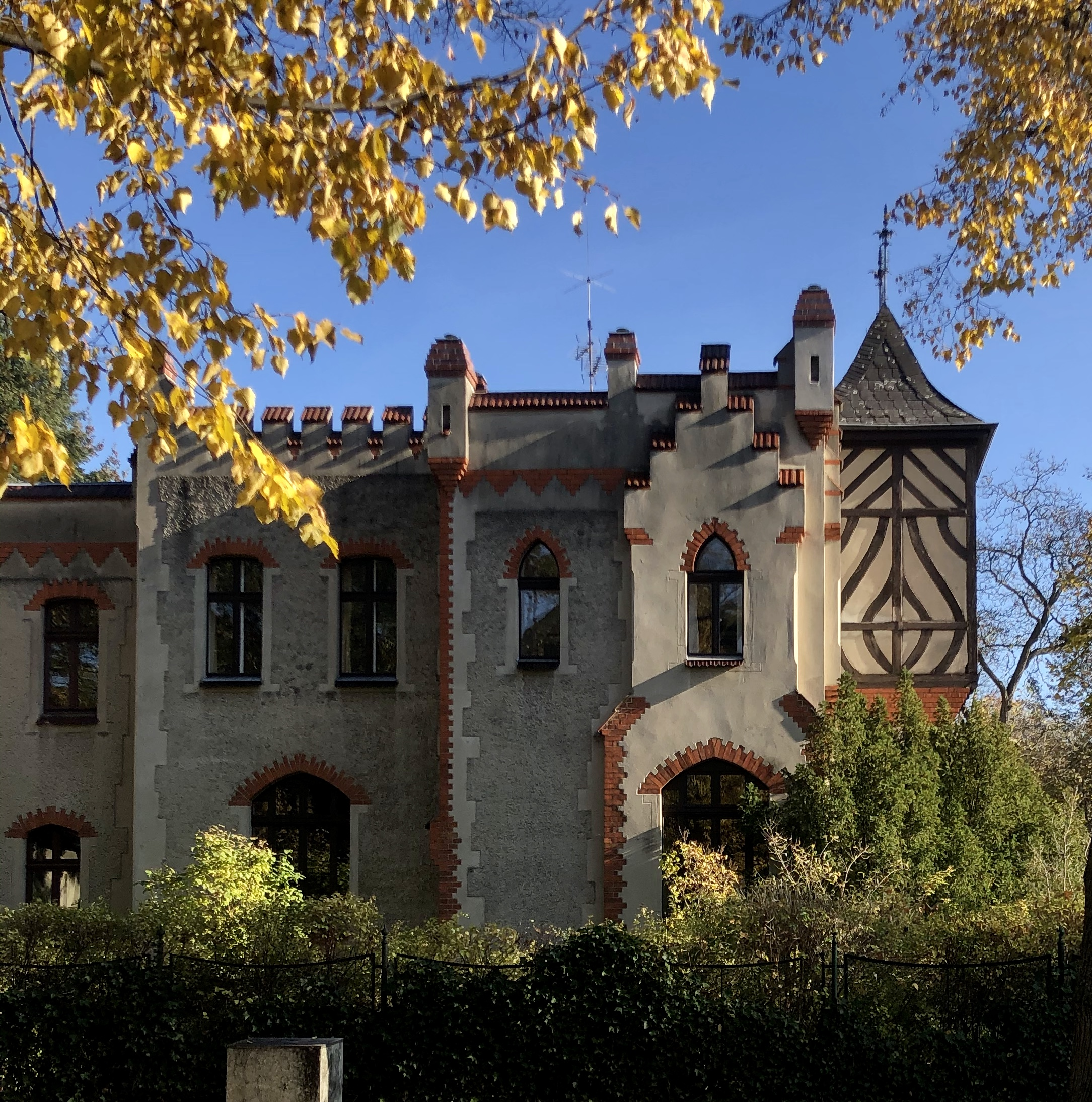
„Burg-Villa“ von Gustav Lilienthal
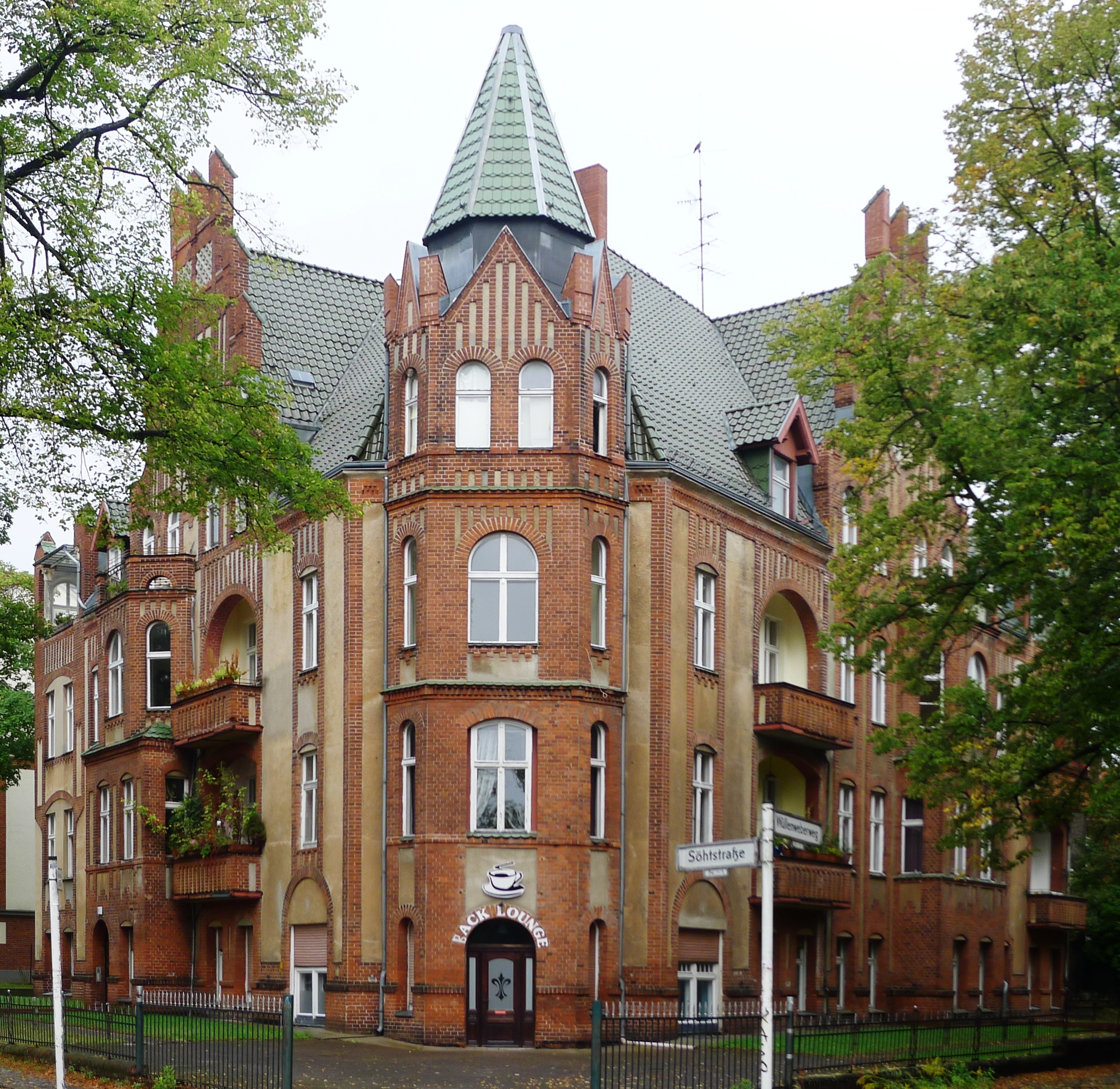
Neogotische Bebauung
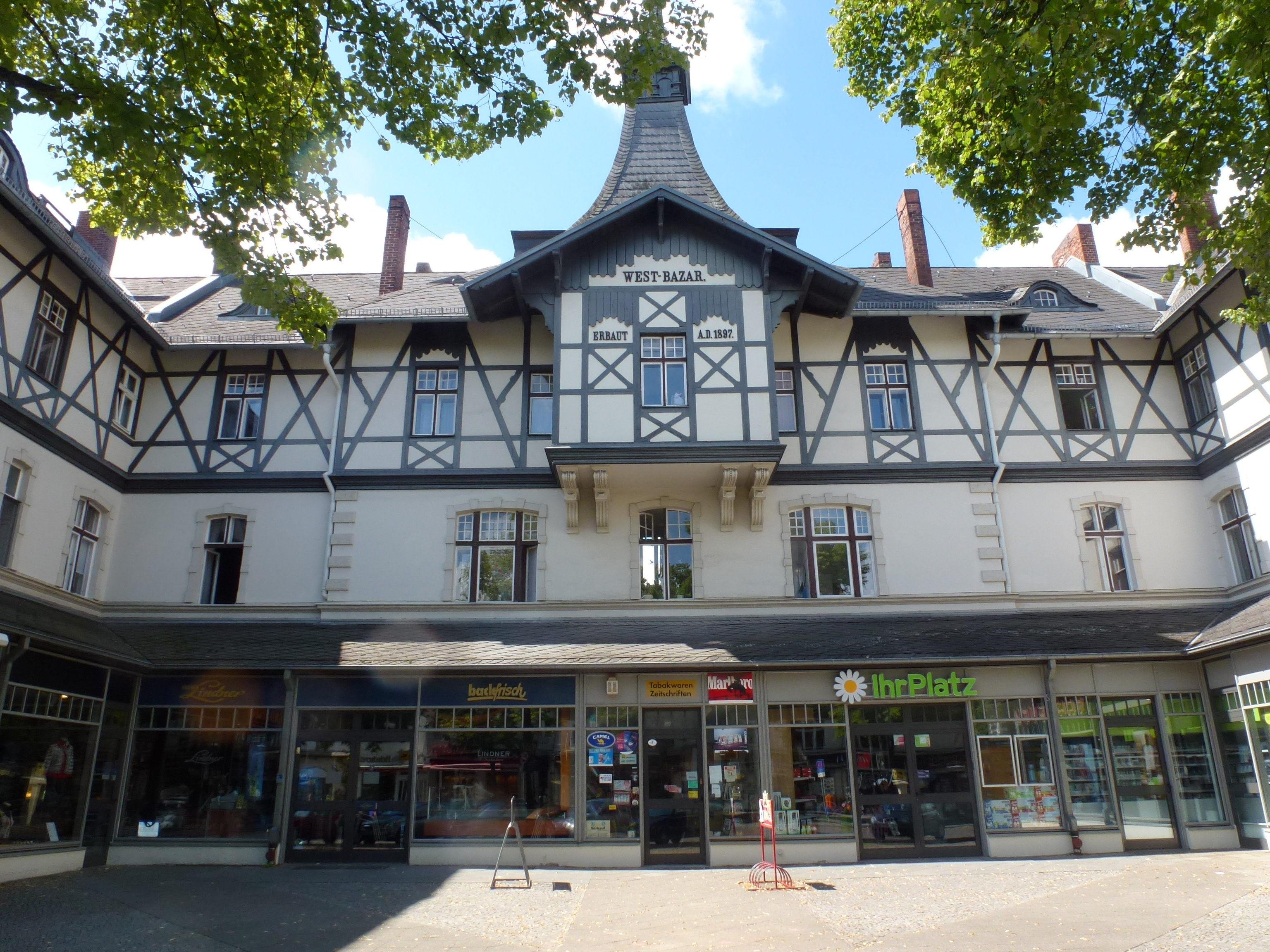
West-Bazar im Stil der Fachwerkhäuser

## Historische Beschreibungen
Die Villenkolonie Lichterfelde erlebte ihren ersten Boom in der Gründerzeit bis zum Gründerkrach von 1873. Ulrich Muhs beschreibt im Jahr 1919 die Entwicklung so:

„Auch sonst war schon das Interesse für die Ansiedlung geweckt worden. Man hatte bereits in den höheren Kreisen der Gesellschaft angefangen, sich lebhaft dafür zu erwärmen. Die vornehme Welt Berlins fand sich zahlreich wochentags und des Sonntags zu Wagen und zu Pferde dort zusammen. Nicht weniger als 500–600 Equipagen wurden oft genug an einem Tag an dem Chausseehäuschen in Steglitz gezählt, die alle nach Lichterfelde fuhren. Das Pavillonrestaurant mit seinem großen schattigen Garten wurde bald eröffnet und kam überraschend schnell in die Höhe. Es sah damals glänzende Tage und war auf das vornehmste eingerichtet. Reichgekleidete Diener standen an den Eingängen und wehrten jedem den Zutritt, der sich nicht durch sein Äußeres und durch sein Auftreten als zur Gesellschaft gehörig kennzeichnete. Berliner und Potsdamer Kapellen gaben Konzerte im Freien. Auch sonst wurden Veranstaltungen der verschiedensten Art zur Unterhaltung des Publikums getroffen, wie auch der von Carstenn freigegebene Park hinter seinem Schloß mit Vorliebe besucht wurde. Kurz, es herrschte in dem kleinen Dörfchen ein jetzt kaum noch vorstellbares großstädtisches Treiben.“

Paul Lüders schrieb 1893:

„Die Freigebigkeit war an einzelnen Stellen, namentlich der Drakestraße, eine so verschwenderische gewesen, dass auf dem vorher kahlen Lande wie durch ein Zauber der herrlichste Park emporwuchs […] Leider sind später viele der edlen Gewächse wieder eingegangen. In dem kümmerlichen Boden und dem rauhen Klima vermochten besonders die ausländischen Pflanzen nicht fortzukommen […]“

## Rundgänge
Die Villenkolonie Lichterfelde erstreckt sich etwa einen Kilometer weit beiderseits der Drakestraße. Im Norden verläuft die Ortsteilgrenze zwischen Dahlem und Lichterfelde West entlang der Straße Unter den Eichen und der Altensteinstraße. Im Süden reicht das Viertel bis an die Finckensteinallee. Nach Westen und Osten gibt es der historischen Bauentwicklung entsprechend weniger klare Begrenzungen. An die Gründerzeitbebauung schließen sich Bauabschnitte der 1920er Jahre an. Im Norden und Süden, rund um den S-Bahnhof Lichterfelde West, beiderseits der Drakestraße und im Gardeschützenweg finden sich vermehrt auch Miets- und Geschäftshäuser.
Für eine Erkundung des Viertels bietet sich der Start am Bahnhof Lichterfelde West der Berliner S-Bahn an (Linie S1, ca. 15 Minuten Fahrzeit ab Potsdamer Platz). Ein kurzer Rundgang (ca. 20 Minuten) von dort aus führt beispielsweise in Richtung Süden an der historischen Bebauung des Westbazaars vorbei, über die Curtiusstraße hinüber, halbrechts durch die Baseler Straße bis zum Karlplatz. Am Karlplatz halblinks, die Ringstraße überqueren, in den Kadettenweg. Richtung Süden durch den Kadettenweg vorbei am Gedenkstein für das Preußische Kadettencorps, dann nach rechts in den Weddigenweg, kurzer Abstecher in die Paulinenstraße zu den Lilienthal-Burgen, zurück und weiter auf dem Weddigenweg, über die Baseler Straße hinüber, nach rechts in die Kommandantenstraße Richtung Norden. Am Johanneskirchplatz wieder über die Ringstraße hinüber, halbrechts der Kommandantenstraße weiter folgen, vorbei am historischen Rother-Stift, Friedrichstraße überqueren, weiter bis Kommandantenstraße wieder auf den Kadettenweg trifft (Nordende), dann Kadettenweg folgen nur mehr wenige Meter bis Curtiusstraße, rechts einbiegen, Curtiusstraße folgen bis zum Westbazaar, dann links zurück zum S-Bahnhof Lichterfelde West.

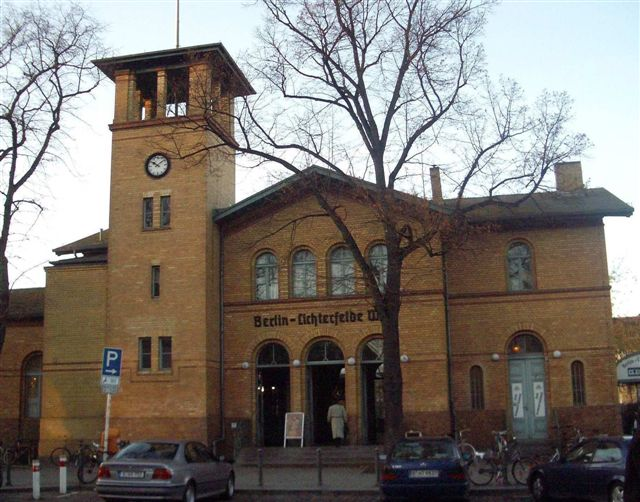
S-Bahnhof Lichterfelde West an der Wannseebahn
Villa im Kadettenweg
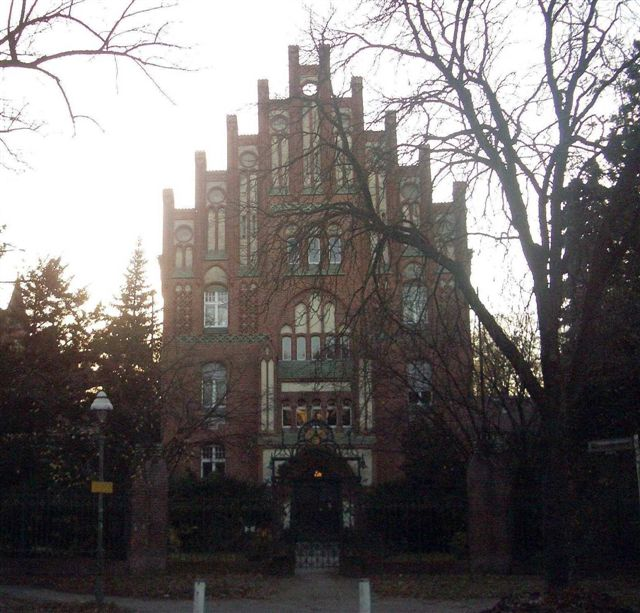
Haupteingang Rother-Stift
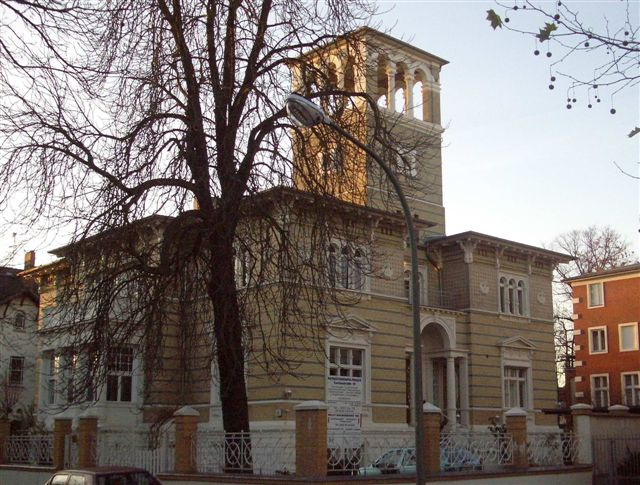
Villa in der Curtiusstraße
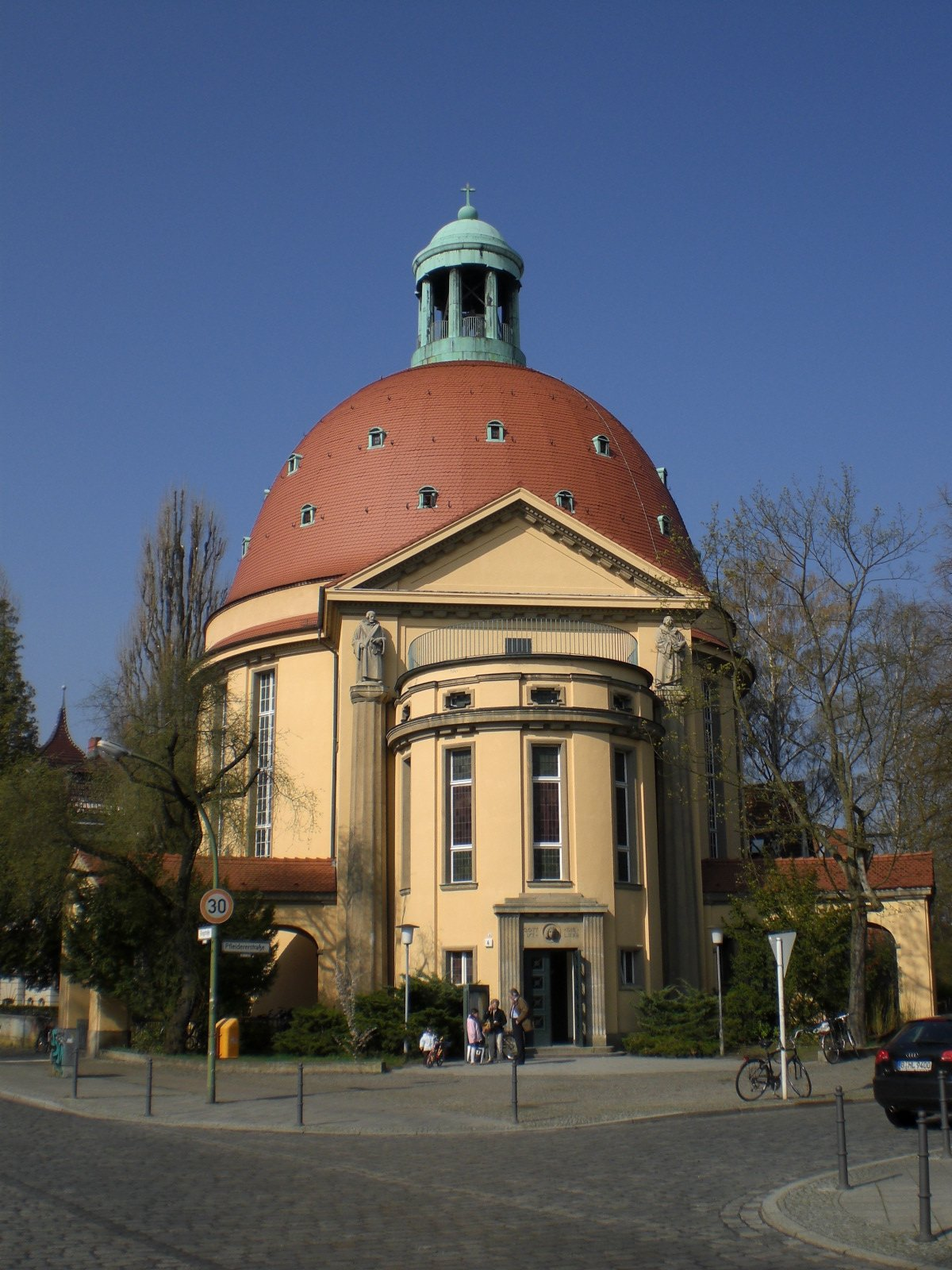
Johanneskirche